# Liste des anciennes communes du Lot
Cette page a pour objectif de retracer toutes les modifications communales dans le département du Lot : les anciennes communes qui ont existé depuis la Révolution française, ainsi que les créations, les modifications officielles de nom, ainsi que les échanges de territoires entre communes.
Dans un territoire peu densément peuplé, le découpage issu de la Révolution a vu la création d'un grand nombre de communautés, avec pour corollaire un grand nombre d'entre elles ayant un petit nombre d'habitants.
417 communes formaient le département en 1800, dans le format actuel du département (encore convient-il d'y ajouter les 72 autres communes détachées du département en 1808, pour constituer le nouveau département de Tarn-et-Garonne). Dès 1801-1802, un grand nombre de regroupements ont été effectués : en 1830, le département ne comptait plus que 300 communes. Il est vrai que nombre d'entre elles étaient très peu peuplées (à l'image de Boutayrac qui ne comptait plus que 13 habitants en 1793 ou encore Saint-Médard-la-Garénie une trentaine de personnes !). Petit à petit une succession de créations en a fait remonter le nombre à 340 en 1950, année récente de la dernière création. Depuis lors, les regroupements entre communes n'ont été que ponctuels. La loi Marcellin dans les années 1970 n'aura eu rigoureusement aucun impact (aucune fusion n'a été constatée entre 1834 et 2015 !). En revanche, le statut de commune nouvelle de 2010 a eu un succès plus marqué, aidé par des communes devenues peu peuplées du fait de l'important exode rural. Aujourd'hui le département compte 312 communes (au 1er janvier 2025).
La création du département de Tarn-et-Garonne en 1808 a amputé le département du Lot de 11 cantons (72 communes parmi lesquelles la ville de Montauban ou encore celle de Moissac).
En 1819, le département récupère une commune périgourdine.

## Transferts vers un autre département

### 1808
Le département de Tarn-et-Garonne est créé par Senatus Consulte du 4 novembre 1808 : 11 cantons sont prélevés du département du Lot et rattachés au nouveau département, soit un total de 72 communes (issues de l'arrondissement de Montauban et, pour partie, de celui de Cahors).
| Département de rattachement | Département d'origine | Canton concerné                      | Communes concernées |
| --------------------------- | --------------------- | ------------------------------------ | --- |
| TARN-ET-GARONNE             | LOT                   | Canton de Bourg-de-Visa (7 communes) | Bourg-de-Visa, Brassac, Fauroux, Miramont, Montagudet, Saint-Nazaire et Touffailles                                                                           |
| TARN-ET-GARONNE             | LOT                   | Canton de Caussade (10 communes)     | Caussade, Cayrac, Cayriech, Lavaurette, Mirabel, Monteils, Réalville, Saint-Cirq, Saint-Georges, et Septfonds                                                 |
| TARN-ET-GARONNE             | LOT                   | Canton de Caylus (7 communes)        | Caylus, Espinas, Lacapelle-Livron, Loze, Mouillac, Puylagarde et Saint-Projet                                                                                 |
| TARN-ET-GARONNE             | LOT                   | Canton de Lafrançaise (4 communes)   | L'Honor-de-Cos, Lafrançaise, Montastruc, et Piquecos |
| TARN-ET-GARONNE             | LOT                   | Canton de Lauzerte (12 communes)     | Beaucaire, Belvèze, Bouloc, Cazes-Mondenard, Durfort, Lauzerte, Montbarla, Saint-Amans-de-Pellagal, Saint-Hippolyte, Sainte-Juliette, Sauveterre, et Tréjouls |
| TARN-ET-GARONNE             | LOT                   | Canton de Moissac (6 communes)       | Boudou, Malause, Moissac, Montesquieu, Saint-Paul-d'Espis et Saint-Vincent-Lespinasse                                                                         |
| TARN-ET-GARONNE             | LOT                   | Canton de Molières (5 communes)      | Auty, Labarthe, Molières, Puycornet, et Vazerac |
| TARN-ET-GARONNE             | LOT                   | Canton de Monclar (5 communes)       | Bruniquel, Génébrières, Monclar, Puygaillard et Belmontet |
| TARN-ET-GARONNE             | LOT                   | Cantons de Montauban (4 communes)    | Lamothe-Capdeville, Léojac, Montauban, et Villemade |
| TARN-ET-GARONNE             | LOT                   | Canton de Montpezat (6 communes)     | Labastide-de-Penne, Lapenche, Montalzat, Montfermier, Montpezat et Puylaroque                                                                                 |
| TARN-ET-GARONNE             | LOT                   | Canton de Nègrepelisse (6 communes)  | Albias, Bioule, Montricoux, Nègrepelisse, Saint-Étienne-de-Tulmont et Vaïssac                                                                                 |

### 1819
La commune de Beaurepos (département de la Dordogne) fusionne avec celle de Souillac, département du Lot

## Fusions
| Nom de la nouvelle commune          | Communes réunies                                          | Régime                                                         | Date (et nature) de la décision | Date d'effet                  |
| ----------------------------------- | --------------------------------------------------------- | -------------------------------------------------------------- | ------------------------------- | ----------------------------- |
| Pern-Lhospitalet                    | Pern                                                      | commune nouvelle (avec communes déléguées)                     | 20 août 2024 (Arrêté)           | 1er janvier 2025              |
| Pern-Lhospitalet                    | Lhospitalet                                               | commune nouvelle (avec communes déléguées)                     | 20 août 2024 (Arrêté)           | 1er janvier 2025              |
| Le Vignon-en-Quercy                 | Les Quatre-Routes-du-Lot                                  | commune nouvelle (avec communes déléguées)                     | 14 décembre 2018 (Arrêté)       | 1er janvier 2019              |
| Le Vignon-en-Quercy                 | Cazillac                                                  | commune nouvelle (avec communes déléguées)                     | 14 décembre 2018 (Arrêté)       | 1er janvier 2019              |
| Barguelonne-en-Quercy               | Saint-Daunès                                              | commune nouvelle (avec communes déléguées)                     | 28 septembre 2018 (Arrêté)      | 1er janvier 2019              |
| Barguelonne-en-Quercy               | Bagat-en-Quercy                                           | commune nouvelle (avec communes déléguées)                     | 28 septembre 2018 (Arrêté)      | 1er janvier 2019              |
| Barguelonne-en-Quercy               | Saint-Pantaléon                                           | commune nouvelle (avec communes déléguées)                     | 28 septembre 2018 (Arrêté)      | 1er janvier 2019              |
| Porte-du-Quercy                     | Le Boulvé                                                 | commune nouvelle (avec communes déléguées)                     | 28 septembre 2018 (Arrêté)      | 1er janvier 2019              |
| Porte-du-Quercy                     | Fargues                                                   | commune nouvelle (avec communes déléguées)                     | 28 septembre 2018 (Arrêté)      | 1er janvier 2019              |
| Porte-du-Quercy                     | Saint-Matré                                               | commune nouvelle (avec communes déléguées)                     | 28 septembre 2018 (Arrêté)      | 1er janvier 2019              |
| Porte-du-Quercy                     | Saux                                                      | commune nouvelle (avec communes déléguées)                     | 28 septembre 2018 (Arrêté)      | 1er janvier 2019              |
| Cressensac-Sarrazac                 | Cressensac                                                | commune nouvelle (avec communes déléguées)                     | 2 août 2018 (Arrêté)            | 1er janvier 2019              |
| Cressensac-Sarrazac                 | Sarrazac                                                  | commune nouvelle (avec communes déléguées)                     | 2 août 2018 (Arrêté)            | 1er janvier 2019              |
| Lendou-en-Quercy                    | Saint-Cyprien                                             | commune nouvelle (avec communes déléguées)                     | 6 décembre 2017 (Arrêté)        | 1er janvier 2018              |
| Lendou-en-Quercy                    | Lascabanes                                                | commune nouvelle (avec communes déléguées)                     | 6 décembre 2017 (Arrêté)        | 1er janvier 2018              |
| Lendou-en-Quercy                    | Saint-Laurent-Lolmie                                      | commune nouvelle (avec communes déléguées)                     | 6 décembre 2017 (Arrêté)        | 1er janvier 2018              |
| Bellefont-La Rauze                  | Laroque-des-Arcs                                          | commune nouvelle (avec communes déléguées)                     | 21 novembre 2016 (Arrêté)       | 1er janvier 2017              |
| Bellefont-La Rauze                  | Cours                                                     | commune nouvelle (avec communes déléguées)                     | 21 novembre 2016 (Arrêté)       | 1er janvier 2017              |
| Bellefont-La Rauze                  | Valroufié                                                 | commune nouvelle (avec communes déléguées)                     | 21 novembre 2016 (Arrêté)       | 1er janvier 2017              |
| Saint Géry-Vers                     | Saint-Géry                                                | commune nouvelle (avec communes déléguées)                     | 21 novembre 2016 (Arrêté)       | 1er janvier 2017              |
| Saint Géry-Vers                     | Vers                                                      | commune nouvelle (avec communes déléguées)                     | 21 novembre 2016 (Arrêté)       | 1er janvier 2017              |
| Castelnau Montratier-Sainte Alauzie | Castelnau-Montratier                                      | commune nouvelle (avec communes déléguées)                     | 3 août 2016 (Arrêté)            | 1er janvier 2017              |
| Castelnau Montratier-Sainte Alauzie | Sainte-Alauzie                                            | commune nouvelle (avec communes déléguées)                     | 3 août 2016 (Arrêté)            | 1er janvier 2017              |
| Les Pechs du Vers                   | Saint-Cernin                                              | commune nouvelle (avec communes déléguées)                     | 29 décembre 2015 (Arrêté)       | 1er janvier 2016              |
| Les Pechs du Vers                   | Saint-Martin-de-Vers                                      | commune nouvelle (avec communes déléguées)                     | 29 décembre 2015 (Arrêté)       | 1er janvier 2016              |
| Saint-Paul-Flaugnac                 | Flaugnac                                                  | commune nouvelle (avec communes déléguées)                     | 29 décembre 2015 (Arrêté)       | 1er janvier 2016              |
| Saint-Paul-Flaugnac                 | Saint-Paul-de-Loubressac                                  | commune nouvelle (avec communes déléguées)                     | 29 décembre 2015 (Arrêté)       | 1er janvier 2016              |
| Cœur de Causse                      | Labastide-Murat                                           | commune nouvelle (avec communes déléguées)                     | 30 octobre 2015 (Arrêté)        | 1er janvier 2016              |
| Cœur de Causse                      | Beaumat                                                   | commune nouvelle (avec communes déléguées)                     | 30 octobre 2015 (Arrêté)        | 1er janvier 2016              |
| Cœur de Causse                      | Fontanes-du-Causse                                        | commune nouvelle (avec communes déléguées)                     | 30 octobre 2015 (Arrêté)        | 1er janvier 2016              |
| Cœur de Causse                      | Saint-Sauveur-la-Vallée                                   | commune nouvelle (avec communes déléguées)                     | 30 octobre 2015 (Arrêté)        | 1er janvier 2016              |
| Cœur de Causse                      | Vaillac                                                   | commune nouvelle (avec communes déléguées)                     | 30 octobre 2015 (Arrêté)        | 1er janvier 2016              |
| Montcuq-en-Quercy-Blanc             | Montcuq                                                   | commune nouvelle (SANS communes déléguées depuis le 26-5-2020) | 20 octobre 2015 (Arrêté)        | 1er janvier 2016              |
| Montcuq-en-Quercy-Blanc             | Belmontet                                                 | commune nouvelle (SANS communes déléguées depuis le 26-5-2020) | 20 octobre 2015 (Arrêté)        | 1er janvier 2016              |
| Montcuq-en-Quercy-Blanc             | Lebreil                                                   | commune nouvelle (SANS communes déléguées depuis le 26-5-2020) | 20 octobre 2015 (Arrêté)        | 1er janvier 2016              |
| Montcuq-en-Quercy-Blanc             | Sainte-Croix                                              | commune nouvelle (SANS communes déléguées depuis le 26-5-2020) | 20 octobre 2015 (Arrêté)        | 1er janvier 2016              |
| Montcuq-en-Quercy-Blanc             | Valprionde                                                | commune nouvelle (SANS communes déléguées depuis le 26-5-2020) | 20 octobre 2015 (Arrêté)        | 1er janvier 2016              |
| Sousceyrac-en-Quercy                | Sousceyrac                                                | commune nouvelle (avec communes déléguées)                     | 29 septembre 2015 (Arrêté)      | 1er janvier 2016              |
| Sousceyrac-en-Quercy                | Calviac                                                   | commune nouvelle (avec communes déléguées)                     | 29 septembre 2015 (Arrêté)      | 1er janvier 2016              |
| Sousceyrac-en-Quercy                | Comiac                                                    | commune nouvelle (avec communes déléguées)                     | 29 septembre 2015 (Arrêté)      | 1er janvier 2016              |
| Sousceyrac-en-Quercy                | Lacam-d'Ourcet                                            | commune nouvelle (avec communes déléguées)                     | 29 septembre 2015 (Arrêté)      | 1er janvier 2016              |
| Sousceyrac-en-Quercy                | Lamativie                                                 | commune nouvelle (avec communes déléguées)                     | 29 septembre 2015 (Arrêté)      | 1er janvier 2016              |
| Saint-Félix                         | Saint-Félix                                               | fusion                                                         | 8 juin 1834 (Ordonnance)        | 8 juin 1834 (Ordonnance)      |
| Saint-Félix                         | Saint-Jean-Mirabel (commune rétablie en 1939)             | fusion                                                         | 8 juin 1834 (Ordonnance)        | 8 juin 1834 (Ordonnance)      |
| Lissac-et-Mouret                    | Lissac                                                    | fusion                                                         | 8 janvier 1834 (Ordonnance)     | 8 janvier 1834 (Ordonnance)   |
| Lissac-et-Mouret                    | Mouret                                                    | fusion                                                         | 8 janvier 1834 (Ordonnance)     | 8 janvier 1834 (Ordonnance)   |
| Montet-et-Bouxal                    | Le Montet                                                 | fusion                                                         | 21 août 1827 (Ordonnance)       | 21 août 1827 (Ordonnance)     |
| Montet-et-Bouxal                    | Bouxal                                                    | fusion                                                         | 21 août 1827 (Ordonnance)       | 21 août 1827 (Ordonnance)     |
| Saint-Bressou                       | Saint-Bressou                                             | fusion                                                         | 17 avril 1827 (Ordonnance)      | 17 avril 1827 (Ordonnance)    |
| Saint-Bressou                       | Mialet                                                    | fusion                                                         | 17 avril 1827 (Ordonnance)      | 17 avril 1827 (Ordonnance)    |
| Le Bourg                            | Le Bourg                                                  | fusion                                                         | 8 juin 1825 (Ordonnance)        | 8 juin 1825 (Ordonnance)      |
| Le Bourg                            | Saint-Médard-Lagarenie (une partie)                       | fusion                                                         | 8 juin 1825 (Ordonnance)        | 8 juin 1825 (Ordonnance)      |
| Issepts                             | Issepts                                                   | fusion                                                         | 8 juin 1825 (Ordonnance)        | 8 juin 1825 (Ordonnance)      |
| Issepts                             | Saint-Médard-Lagarenie (une partie)                       | fusion                                                         | 8 juin 1825 (Ordonnance)        | 8 juin 1825 (Ordonnance)      |
| Peyrilles                           | Peyrilles                                                 | fusion                                                         | 20 juin 1821 (Ordonnance)       | 20 juin 1821 (Ordonnance)     |
| Peyrilles                           | Dégagnazès (une partie)                                   | fusion                                                         | 20 juin 1821 (Ordonnance)       | 20 juin 1821 (Ordonnance)     |
| Rampoux                             | Rampoux                                                   | fusion                                                         | 20 juin 1821 (Ordonnance)       | 20 juin 1821 (Ordonnance)     |
| Rampoux                             | Dégagnazès (une partie)                                   | fusion                                                         | 20 juin 1821 (Ordonnance)       | 20 juin 1821 (Ordonnance)     |
| Montgesty                           | Montgesty (section de Thédirac)                           | fusion                                                         | 20 juin 1821 (Ordonnance)       | 20 juin 1821 (Ordonnance)     |
| Montgesty                           | Dégagnazès (une partie)                                   | fusion                                                         | 20 juin 1821 (Ordonnance)       | 20 juin 1821 (Ordonnance)     |
| Uzech (nouvelle commune)            | Uzech                                                     | fusion                                                         | 20 juin 1821 (Ordonnance)       | 20 juin 1821 (Ordonnance)     |
| Uzech (nouvelle commune)            | Dégagnazès (une partie)                                   | fusion                                                         | 20 juin 1821 (Ordonnance)       | 20 juin 1821 (Ordonnance)     |
| Souillac                            | Souillac                                                  | fusion                                                         | 8 décembre 1819 (Ordonnance),   | 8 décembre 1819 (Ordonnance), |
| Souillac                            | Beaurepos (département de la Dordogne),                   | fusion                                                         | 8 décembre 1819 (Ordonnance),   | 8 décembre 1819 (Ordonnance), |
| Gourdon                             | Gourdon                                                   | fusion                                                         | 1808                            | 1808                          |
| Gourdon                             | Prouilhac                                                 | fusion                                                         | 1808                            | 1808                          |
| Calès                               | Calès                                                     | fusion                                                         | 1802                            | 1802                          |
| Calès                               | Bonnecoste                                                | fusion                                                         | 1802                            | 1802                          |
| Cavagnac                            | Cavagnac                                                  | fusion                                                         | 1802                            | 1802                          |
| Cavagnac                            | Saint-Palavy                                              | fusion                                                         | 1802                            | 1802                          |
| Cazillac                            | Cazillac                                                  | fusion                                                         | 1802,                           | 1802,                         |
| Cazillac                            | Lasvaux                                                   | fusion                                                         | 1802,                           | 1802,                         |
| Concorès                            | Concorès                                                  | fusion                                                         | 1802                            | 1802                          |
| Concorès                            | Linars                                                    | fusion                                                         | 1802                            | 1802                          |
| Cours                               | Cours                                                     | fusion                                                         | 1802                            | 1802                          |
| Cours                               | Saint-Michel-la-Feuille                                   | fusion                                                         | 1802                            | 1802                          |
| Cuzance                             | Cuzance                                                   | fusion                                                         | 1802                            | 1802                          |
| Cuzance                             | Rignac (canton de Martel)                                 | fusion                                                         | 1802                            | 1802                          |
| Gigouzac                            | Gigouzac                                                  | fusion                                                         | 1802                            | 1802                          |
| Gigouzac                            | Uzech-des-Oules (une partie) (commune rétablie en 1821)   | fusion                                                         | 1802                            | 1802                          |
| Gourdon                             | Gourdon                                                   | fusion                                                         | 1802                            | 1802                          |
| Gourdon                             | Costeraste                                                | fusion                                                         | 1802                            | 1802                          |
| Gourdon                             | Lafontade (une partie)                                    | fusion                                                         | 1802                            | 1802                          |
| Gourdon                             | Saint-Romain                                              | fusion                                                         | 1802                            | 1802                          |
| Lamothe-Cassel                      | Lamothe-Cassel                                            | fusion                                                         | 1802                            | 1802                          |
| Lamothe-Cassel                      | Puy-Calvel                                                | fusion                                                         | 1802                            | 1802                          |
| Martel                              | Martel                                                    | fusion                                                         | 1802                            | 1802                          |
| Martel                              | Gluges                                                    | fusion                                                         | 1802                            | 1802                          |
| Martel                              | Murel                                                     | fusion                                                         | 1802                            | 1802                          |
| Martel                              | Paunac                                                    | fusion                                                         | 1802                            | 1802                          |
| Milhac                              | Milhac                                                    | fusion                                                         | 1802                            | 1802                          |
| Milhac                              | Saint-Cirq-Madelon (commune rétablie en 1872)             | fusion                                                         | 1802                            | 1802                          |
| Payrac                              | Payrac                                                    | fusion                                                         | 1802                            | 1802                          |
| Payrac                              | Camy (canton de Payrac)                                   | fusion                                                         | 1802                            | 1802                          |
| Payrac                              | Loupiac (canton de Payrac) (commune rétablie en 1839)     | fusion                                                         | 1802                            | 1802                          |
| Peyrilles                           | Peyrilles                                                 | fusion                                                         | 1802                            | 1802                          |
| Peyrilles                           | Uzech-des-Oules (une partie) (commune rétablie en 1821)   | fusion                                                         | 1802                            | 1802                          |
| Reilhaguet                          | Reilhaguet                                                | fusion                                                         | 1802                            | 1802                          |
| Reilhaguet                          | Laval                                                     | fusion                                                         | 1802                            | 1802                          |
| Saint-Denis-Catus                   | Saint-Denis-Catus                                         | fusion                                                         | 1802                            | 1802                          |
| Saint-Denis-Catus                   | Uzech-des-Oules (une partie) (commune rétablie en 1821)   | fusion                                                         | 1802                            | 1802                          |
| Saint-Michel-de-Bannières           | Saint-Michel-de-Bannières                                 | fusion                                                         | 1802                            | 1802                          |
| Saint-Michel-de-Bannières           | Condat (commune rétablie en 1841)                         | fusion                                                         | 1802                            | 1802                          |
| Saint-Sozy                          | Saint-Sozy                                                | fusion                                                         | 1802                            | 1802                          |
| Saint-Sozy                          | Meyronne (commune rétablie en 1845)                       | fusion                                                         | 1802                            | 1802                          |
| Souillaguet                         | Souillaguet                                               | fusion                                                         | 1802                            | 1802                          |
| Souillaguet                         | Saint-Cirq-de-Belarbre                                    | fusion                                                         | 1802                            | 1802                          |
| Soulomès                            | Soulomès                                                  | fusion                                                         | 1802                            | 1802                          |
| Soulomès                            | Saint-Sauveur-la-Vallée (commune rétablie en 1865)        | fusion                                                         | 1802                            | 1802                          |
| Ussel                               | Ussel                                                     | fusion                                                         | 1802                            | 1802                          |
| Ussel                               | Montamel (commune rétablie en 1851)                       | fusion                                                         | 1802                            | 1802                          |
| Vaillac                             | Vaillac                                                   | fusion                                                         | 1802                            | 1802                          |
| Vaillac                             | Beaumat (commune rétablie en 1839)                        | fusion                                                         | 1802                            | 1802                          |
| Vayrac                              | Vayrac                                                    | fusion                                                         | 1802                            | 1802                          |
| Vayrac                              | Mézels                                                    | fusion                                                         | 1802                            | 1802                          |
| Le Vigan                            | Le Vigan                                                  | fusion                                                         | 1802                            | 1802                          |
| Le Vigan                            | Lafontade (une partie)                                    | fusion                                                         | 1802                            | 1802                          |
| Masclat                             | Masclat                                                   | fusion                                                         | Après 1801                      | Après 1801                    |
| Masclat                             | Fajoles (commune rétablie en 1841)                        | fusion                                                         | Après 1801                      | Après 1801                    |
| Albas                               | Albas                                                     | fusion                                                         | 1801                            | 1801                          |
| Albas                               | Anglars (commune rétablie en 1853)                        | fusion                                                         | 1801                            | 1801                          |
| Albas                               | Cénac                                                     | fusion                                                         | 1801                            | 1801                          |
| Alvignac                            | Alvignac                                                  | fusion                                                         | 1801                            | 1801                          |
| Alvignac                            | Salgues                                                   | fusion                                                         | 1801                            | 1801                          |
| Arcambal                            | Arcambal                                                  | fusion                                                         | 1801-1802                       | 1801-1802                     |
| Arcambal                            | Galessie                                                  | fusion                                                         | 1801-1802                       | 1801-1802                     |
| Arcambal                            | Pasturat                                                  | fusion                                                         | 1801-1802                       | 1801-1802                     |
| Bagat                               | Bagat                                                     | fusion                                                         | 1801                            | 1801                          |
| Bagat                               | Lasbouygues                                               | fusion                                                         | 1801                            | 1801                          |
| Le Bastit                           | Le Bastit                                                 | fusion                                                         | Après 1801                      | Après 1801                    |
| Le Bastit                           | Fontanes (canton de Labastide) (commune rétablie en 1863) | fusion                                                         | Après 1801                      | Après 1801                    |
| Le Bastit                           | Lunegarde (commune rétablie en 1928)                      | fusion                                                         | Après 1801                      | Après 1801                    |
| Beauregard                          | Beauregard                                                | fusion                                                         | 1801                            | 1801                          |
| Beauregard                          | Labastide-Marsa                                           | fusion                                                         | 1801                            | 1801                          |
| Le Boulvé                           | Le Boulvé                                                 | fusion                                                         | 1801                            | 1801                          |
| Le Boulvé                           | Ségos                                                     | fusion                                                         | 1801                            | 1801                          |
| Carlucet                            | Carlucet                                                  | fusion                                                         | 1801                            | 1801                          |
| Carlucet                            | Beaussac                                                  | fusion                                                         | 1801                            | 1801                          |
| Castelnau-Montratier                | Castelnau-Montratier                                      | fusion                                                         | 1801                            | 1801                          |
| Castelnau-Montratier                | Boisse (une partie)                                       | fusion                                                         | 1801                            | 1801                          |
| Castelnau-Montratier                | Lacabrette                                                | fusion                                                         | 1801                            | 1801                          |
| Castelnau-Montratier                | Russac                                                    | fusion                                                         | 1801                            | 1801                          |
| Catus                               | Catus                                                     | fusion                                                         | 1801                            | 1801                          |
| Catus                               | Salvezou                                                  | fusion                                                         | 1801                            | 1801                          |
| Cénevières                          | Cénevières                                                | fusion                                                         | Avant 1801                      | Avant 1801                    |
| Cénevières                          | Cornus                                                    | fusion                                                         | Avant 1801                      | Avant 1801                    |
| Cézac                               | Cézac                                                     | fusion                                                         | 1801                            | 1801                          |
| Cézac                               | Pechpeyroux                                               | fusion                                                         | 1801                            | 1801                          |
| Cézac                               | Saint-Clément                                             | fusion                                                         | 1801                            | 1801                          |
| Couzou                              | Couzou                                                    | fusion                                                         | 1801                            | 1801                          |
| Couzou                              | Lapanonie                                                 | fusion                                                         | 1801                            | 1801                          |
| Cras                                | Cras                                                      | fusion                                                         | 1801                            | 1801                          |
| Cras                                | Nadillac-le-Sec (commune rétablie en 1863)                | fusion                                                         | 1801                            | 1801                          |
| Creysse                             | Creysse                                                   | fusion                                                         | 1801                            | 1801                          |
| Creysse                             | Baladou (commune rétablie en 1841)                        | fusion                                                         | 1801                            | 1801                          |
| Duravel                             | Duravel                                                   | fusion                                                         | 1801,                           | 1801,                         |
| Duravel                             | Cazes-de-Marnac                                           | fusion                                                         | 1801,                           | 1801,                         |
| Duravel                             | Mazières                                                  | fusion                                                         | 1801,                           | 1801,                         |
| Duravel                             | Montcabrier (commune rétablie en 1840)                    | fusion                                                         | 1801,                           | 1801,                         |
| Duravel                             | Pestillac                                                 | fusion                                                         | 1801,                           | 1801,                         |
| Duravel                             | Saint-Martin-le-Redon (commune rétablie en 1893)          | fusion                                                         | 1801,                           | 1801,                         |
| Flaugnac                            | Flaugnac                                                  | fusion                                                         | 1801                            | 1801                          |
| Flaugnac                            | Lamolayrette                                              | fusion                                                         | 1801                            | 1801                          |
| Frayssinet-le-Gélat                 | Frayssinet-le-Gélat                                       | fusion                                                         | 1801                            | 1801                          |
| Frayssinet-le-Gélat                 | Saint-Caprais (commune rétablie en 1850)                  | fusion                                                         | 1801                            | 1801                          |
| Gignac                              | Gignac                                                    | fusion                                                         | Après 1801                      | Après 1801                    |
| Gignac                              | Saint-Bonnet                                              | fusion                                                         | Après 1801                      | Après 1801                    |
| Gindou                              | Gindou                                                    | fusion                                                         | 1801                            | 1801                          |
| Gindou                              | Moussac                                                   | fusion                                                         | 1801                            | 1801                          |
| Les Junies                          | Les Junies                                                | fusion                                                         | 1801                            | 1801                          |
| Les Junies                          | Lamasse                                                   | fusion                                                         | 1801                            | 1801                          |
| Labastide-Fortanière                | Labastide-Fortanière                                      | fusion                                                         | 1801                            | 1801                          |
| Labastide-Fortanière                | Goudou                                                    | fusion                                                         | 1801                            | 1801                          |
| Lachapelle-Auzac                    | Lachapelle-Auzac                                          | fusion                                                         | 1801                            | 1801                          |
| Lachapelle-Auzac                    | Reyrevignes (canton de Souillac)                          | fusion                                                         | 1801                            | 1801                          |
| Lalbenque                           | Lalbenque                                                 | fusion                                                         | 1801                            | 1801                          |
| Lalbenque                           | Loubéjac                                                  | fusion                                                         | 1801                            | 1801                          |
| Lanzac                              | Lanzac                                                    | fusion                                                         | 1801                            | 1801                          |
| Lanzac                              | Cieurac (canton de Souillac)                              | fusion                                                         | 1801                            | 1801                          |
| Laroque-des-Arcs                    | Laroque-des-Arcs                                          | fusion                                                         | Après 1801                      | Après 1801                    |
| Laroque-des-Arcs                    | Valroufié (commune rétablie en 1851)                      | fusion                                                         | Après 1801                      | Après 1801                    |
| Lascabanes                          | Lascabanes                                                | fusion                                                         | 1801                            | 1801                          |
| Lascabanes                          | Escayrac                                                  | fusion                                                         | 1801                            | 1801                          |
| Léobard                             | Léobard                                                   | fusion                                                         | 1801                            | 1801                          |
| Léobard                             | L'Abbaye-Nouvelle                                         | fusion                                                         | 1801                            | 1801                          |
| Lhospitalet                         | Lhospitalet                                               | fusion                                                         | 1801                            | 1801                          |
| Lhospitalet                         | Granéjouls                                                | fusion                                                         | 1801                            | 1801                          |
| Limogne                             | Limogne                                                   | fusion                                                         | 1801                            | 1801                          |
| Limogne                             | Ferrières-Petit                                           | fusion                                                         | 1801                            | 1801                          |
| Maxou                               | Maxou                                                     | fusion                                                         | 1801                            | 1801                          |
| Maxou                               | Brouelles                                                 | fusion                                                         | 1801                            | 1801                          |
| Maxou                               | Saint-Pierre-Lafeuille (commune rétablie en 1950)         | fusion                                                         | 1801                            | 1801                          |
| Miers                               | Miers                                                     | fusion                                                         | 1801                            | 1801                          |
| Miers                               | Padirac (commune rétablie en 1828)                        | fusion                                                         | 1801                            | 1801                          |
| Montcuq                             | Montcuq                                                   | fusion                                                         | 1801,                           | 1801,                         |
| Montcuq                             | Rouillac                                                  | fusion                                                         | 1801,                           | 1801,                         |
| Montcuq                             | Saint-Geniès                                              | fusion                                                         | 1801,                           | 1801,                         |
| Montcuq                             | Saint-Privat                                              | fusion                                                         | 1801,                           | 1801,                         |
| Montcuq                             | Saint-Sernin                                              | fusion                                                         | 1801,                           | 1801,                         |
| Montgesty                           | Montgesty                                                 | fusion                                                         | 1801                            | 1801                          |
| Montgesty                           | Thédirac (commune rétablie en 1835)                       | fusion                                                         | 1801                            | 1801                          |
| Nozac                               | Nozac                                                     | fusion                                                         | 1801                            | 1801                          |
| Nozac                               | Rouffilhac (commune rétablie en 1875)                     | fusion                                                         | 1801                            | 1801                          |
| Orniac                              | Orniac                                                    | fusion                                                         | 1801                            | 1801                          |
| Orniac                              | Liauzu                                                    | fusion                                                         | 1801                            | 1801                          |
| Pescadoires                         | Pescadoires                                               | fusion                                                         | 1801                            | 1801                          |
| Pescadoires                         | Lagardelle (commune rétablie en 1847)                     | fusion                                                         | 1801                            | 1801                          |
| Pinsac                              | Pinsac                                                    | fusion                                                         | 1801                            | 1801                          |
| Pinsac                              | Le Bastit-Saint-Hilaire                                   | fusion                                                         | 1801                            | 1801                          |
| Pinsac                              | Blanzaguet                                                | fusion                                                         | 1801                            | 1801                          |
| Pinsac                              | Mayraguet                                                 | fusion                                                         | 1801                            | 1801                          |
| Pomarède                            | Pomarède                                                  | fusion                                                         | 1801                            | 1801                          |
| Pomarède                            | Cassagnes (commune rétablie en 1867)                      | fusion                                                         | 1801                            | 1801                          |
| Prayssac                            | Prayssac                                                  | fusion                                                         | 1801                            | 1801                          |
| Prayssac                            | Calvayrac                                                 | fusion                                                         | 1801                            | 1801                          |
| Prayssac                            | Niaudou                                                   | fusion                                                         | 1801                            | 1801                          |
| Prayssac                            | Le Théron                                                 | fusion                                                         | 1801                            | 1801                          |
| Puy-l'Évêque                        | Puy-l'Évêque                                              | fusion                                                         | 1801                            | 1801                          |
| Puy-l'Évêque                        | Loupiac (canton de Puy-l'Evêque)                          | fusion                                                         | 1801                            | 1801                          |
| Puy-l'Évêque                        | Martignac                                                 | fusion                                                         | 1801                            | 1801                          |
| Rassiels                            | Rassiels                                                  | fusion                                                         | 1801                            | 1801                          |
| Rassiels                            | Trespoux                                                  | fusion                                                         | 1801                            | 1801                          |
| Le Roc                              | Le Roc                                                    | fusion                                                         | Après 1801                      | Après 1801                    |
| Le Roc                              | Mareuil                                                   | fusion                                                         | Après 1801                      | Après 1801                    |
| Le Roc                              | Nadaillac-de-Rouge (commune rétablie en 1928)             | fusion                                                         | Après 1801                      | Après 1801                    |
| Rocamadour                          | Rocamadour                                                | fusion                                                         | 1801                            | 1801                          |
| Rocamadour                          | Mayrinhac-le-Francal                                      | fusion                                                         | 1801                            | 1801                          |
| Rouffiac                            | Rouffiac                                                  | fusion                                                         | 1801                            | 1801                          |
| Rouffiac                            | Carnac                                                    | fusion                                                         | 1801                            | 1801                          |
| Saillac                             | Saillac                                                   | fusion                                                         | 1801                            | 1801                          |
| Saillac                             | Boutayrac                                                 | fusion                                                         | 1801                            | 1801                          |
| Saillac                             | Jamblusse                                                 | fusion                                                         | 1801                            | 1801                          |
| Saint-Cernin                        | Saint-Cernin                                              | fusion                                                         | 1801                            | 1801                          |
| Saint-Cernin                        | Le Cayre (canton de Lauzès)                               | fusion                                                         | 1801                            | 1801                          |
| Saint-Laurent                       | Saint-Laurent                                             | fusion                                                         | 1801                            | 1801                          |
| Saint-Laurent                       | Lolmie                                                    | fusion                                                         | 1801                            | 1801                          |
| Saint-Martin-de-Vers                | Saint-Martin-de-Vers                                      | fusion                                                         | 1801                            | 1801                          |
| Saint-Martin-de-Vers                | Fages                                                     | fusion                                                         | 1801                            | 1801                          |
| Saint-Martin-Labouval               | Saint-Martin-Labouval                                     | fusion                                                         | 1801                            | 1801                          |
| Saint-Martin-Labouval               | Le Cayre (canton de Limogne)                              | fusion                                                         | 1801                            | 1801                          |
| Saint-Martin-Labouval               | La Toulzanie                                              | fusion                                                         | 1801                            | 1801                          |
| Saint-Paul-Labouffie                | Saint-Paul-de-Loubressac                                  | fusion                                                         | 1801                            | 1801                          |
| Saint-Paul-Labouffie                | Labouffie-et-la-Madeleine                                 | fusion                                                         | 1801                            | 1801                          |
| Saint-Sozy                          | Saint-Sozy                                                | fusion                                                         | 1801                            | 1801                          |
| Saint-Sozy                          | Mayrac (commune rétablie en 1946)                         | fusion                                                         | 1801                            | 1801                          |
| Saint-Vincent                       | Saint-Vincent                                             | fusion                                                         | 1801                            | 1801                          |
| Saint-Vincent                       | Bannes (commune rétablie en 1843)                         | fusion                                                         | 1801                            | 1801                          |
| Sainte-Alauzie                      | Sainte-Alauzie                                            | fusion                                                         | 1801                            | 1801                          |
| Sainte-Alauzie                      | Boisse (une partie)                                       | fusion                                                         | 1801                            | 1801                          |
| Salviac                             | Salviac                                                   | fusion                                                         | 1801                            | 1801                          |
| Salviac                             | Luziès                                                    | fusion                                                         | 1801                            | 1801                          |
| Sarrazac                            | Sarrazac                                                  | fusion                                                         | 1801 ?                          | 1801 ?                        |
| Sarrazac                            | Valeyrac                                                  | fusion                                                         | 1801 ?                          | 1801 ?                        |
| Sauliac                             | Sauliac                                                   | fusion                                                         | 1801                            | 1801                          |
| Sauliac                             | Laborie-Geniès                                            | fusion                                                         | 1801                            | 1801                          |
| Sénaillac (canton de Lauzès)        | Sénaillac                                                 | fusion                                                         | 1801                            | 1801                          |
| Sénaillac (canton de Lauzès)        | Artix                                                     | fusion                                                         | 1801                            | 1801                          |
| Sérignac                            | Sérignac                                                  | fusion                                                         | 1801                            | 1801                          |
| Sérignac                            | Ferrières-le-Grand                                        | fusion                                                         | 1801                            | 1801                          |
| Soturac                             | Soturac                                                   | fusion                                                         | 1801                            | 1801                          |
| Soturac                             | Aglan                                                     | fusion                                                         | 1801                            | 1801                          |
| Soturac                             | Cavagnac                                                  | fusion                                                         | 1801                            | 1801                          |
| Soturac                             | Couvert                                                   | fusion                                                         | 1801                            | 1801                          |
| Souillac                            | Souillac                                                  | fusion                                                         | 1801                            | 1801                          |
| Souillac                            | Bourzoles                                                 | fusion                                                         | 1801                            | 1801                          |
| Strenquels                          | Strenquels                                                | fusion                                                         | 1801                            | 1801                          |
| Strenquels                          | Beyssac                                                   | fusion                                                         | 1801                            | 1801                          |
| Thégra                              | Thégra                                                    | fusion                                                         | 1801                            | 1801                          |
| Thégra                              | Lavergne (commune rétablie en 1836)                       | fusion                                                         | 1801                            | 1801                          |
| Touzac                              | Touzac                                                    | fusion                                                         | 1801                            | 1801                          |
| Touzac                              | Vire (commune rétablie en 1841)                           | fusion                                                         | 1801                            | 1801                          |
| Valprionde                          | Valprionde                                                | fusion                                                         | 1801                            | 1801                          |
| Valprionde                          | Saint-Félix (canton de Montcuq)                           | fusion                                                         | 1801                            | 1801                          |
| Vaylats                             | Vaylats                                                   | fusion                                                         | 1801                            | 1801                          |
| Vaylats                             | Les Canonges                                              | fusion                                                         | 1801                            | 1801                          |
| Villesèque                          | Villesèque                                                | fusion                                                         | 1801                            | 1801                          |
| Villesèque                          | Trébaïx                                                   | fusion                                                         | 1801                            | 1801                          |
| Saux                                | Saux                                                      | fusion                                                         | 1795-1800                       | 1795-1800                     |
| Saux                                | Tourniac                                                  | fusion                                                         | 1795-1800                       | 1795-1800                     |
| Souillac                            | Souillac                                                  | fusion                                                         | 1795                            | 1795                          |
| Souillac                            | Saint-Étienne-Lacombe                                     | fusion                                                         | 1795                            | 1795                          |
| Espédaillac                         | Espédaillac                                               | fusion                                                         | 1794                            | 1794                          |
| Espédaillac                         | Ginouillac-et-le-Cornouiller                              | fusion                                                         | 1794                            | 1794                          |
| Béars-et-Bouziès                    | Béars                                                     | fusion                                                         | 1790-1794                       | 1790-1794                     |
| Béars-et-Bouziès                    | Bouziès                                                   | fusion                                                         | 1790-1794                       | 1790-1794                     |
| Berganty                            | Berganty                                                  | fusion                                                         | 1790-1794,                      | 1790-1794,                    |
| Berganty                            | Fargues (canton de Saint-Géry)                            | fusion                                                         | 1790-1794,                      | 1790-1794,                    |
| Berganty                            | Lapeyre                                                   | fusion                                                         | 1790-1794,                      | 1790-1794,                    |
| Le Boulvé                           | Le Boulvé                                                 | fusion                                                         | 1790-1794                       | 1790-1794                     |
| Le Boulvé                           | Bouloc                                                    | fusion                                                         | 1790-1794                       | 1790-1794                     |
| Le Boulvé                           | Creissens                                                 | fusion                                                         | 1790-1794                       | 1790-1794                     |
| Cahors                              | Cahors                                                    | fusion                                                         | 1790-1794                       | 1790-1794                     |
| Cahors                              | Saint-Urcisse                                             | fusion                                                         | 1790-1794                       | 1790-1794                     |
| Calviac                             | Calviac                                                   | fusion                                                         | 1790-1794                       | 1790-1794                     |
| Calviac                             | Pontverny                                                 | fusion                                                         | 1790-1794                       | 1790-1794                     |
| Capdenac                            | Capdenac                                                  | fusion                                                         | 1790-1794                       | 1790-1794                     |
| Capdenac                            | Clayrou                                                   | fusion                                                         | 1790-1794                       | 1790-1794                     |
| Castelnau-Montratier                | Castelnau-Montratier                                      | fusion                                                         | 1790-1794                       | 1790-1794                     |
| Castelnau-Montratier                | Ganic                                                     | fusion                                                         | 1790-1794                       | 1790-1794                     |
| Corn                                | Corn                                                      | fusion                                                         | 1790-1794                       | 1790-1794                     |
| Corn                                | Roquefort                                                 | fusion                                                         | 1790-1794                       | 1790-1794                     |
| Cours                               | Cours                                                     | fusion                                                         | 1790-1794                       | 1790-1794                     |
| Cours                               | Gironde                                                   | fusion                                                         | 1790-1794                       | 1790-1794                     |
| Crégols                             | Crégols                                                   | fusion                                                         | 1790-1794                       | 1790-1794                     |
| Crégols                             | Trejoux                                                   | fusion                                                         | 1790-1794                       | 1790-1794                     |
| Douelle                             | Douelle                                                   | fusion                                                         | 1790-1794                       | 1790-1794                     |
| Douelle                             | Cessac                                                    | fusion                                                         | 1790-1794                       | 1790-1794                     |
| Espagnac                            | Espagnac                                                  | fusion                                                         | 1790-1794                       | 1790-1794                     |
| Espagnac                            | Sainte-Eulalie                                            | fusion                                                         | 1790-1794                       | 1790-1794                     |
| Flaujac-Poujols                     | Flaujac                                                   | fusion                                                         | 1790-1794                       | 1790-1794                     |
| Flaujac-Poujols                     | Poujols                                                   | fusion                                                         | 1790-1794                       | 1790-1794                     |
| Fontanes                            | Fontanes                                                  | fusion                                                         | 1790-1794                       | 1790-1794                     |
| Fontanes                            | Saint-Sever                                               | fusion                                                         | 1790-1794                       | 1790-1794                     |
| Francoulès                          | Francoulès                                                | fusion                                                         | 1790-1794                       | 1790-1794                     |
| Francoulès                          | Saint-Pierre-Liversou                                     | fusion                                                         | 1790-1794                       | 1790-1794                     |
| Frayssinet-le-Gélat                 | Frayssinet-le-Gélat                                       | fusion                                                         | 1790-1794                       | 1790-1794                     |
| Frayssinet-le-Gélat                 | Belcastel                                                 | fusion                                                         | 1790-1794                       | 1790-1794                     |
| Labouffie-et-la-Madeleine           | Labouffie                                                 | fusion                                                         | 1790-1794                       | 1790-1794                     |
| Labouffie-et-la-Madeleine           | La Madeleine-d'Aussac                                     | fusion                                                         | 1790-1794                       | 1790-1794                     |
| Lacave                              | Lacave                                                    | fusion                                                         | 1790-1794                       | 1790-1794                     |
| Lacave                              | Le Bougayrou                                              | fusion                                                         | 1790-1794                       | 1790-1794                     |
| Laramière                           | Laramière                                                 | fusion                                                         | 1790-1794                       | 1790-1794                     |
| Laramière                           | Vialars                                                   | fusion                                                         | 1790-1794                       | 1790-1794                     |
| Lavercantière                       | Lavercantière                                             | fusion                                                         | 1790-1794                       | 1790-1794                     |
| Lavercantière                       | Saint-Martin-le-Désarnat                                  | fusion                                                         | 1790-1794                       | 1790-1794                     |
| Lebreil                             | Lebreil                                                   | fusion                                                         | 1790-1794                       | 1790-1794                     |
| Lebreil                             | Caminel                                                   | fusion                                                         | 1790-1794                       | 1790-1794                     |
| Lebreil                             | Saint-Amans-de-Cabremorte                                 | fusion                                                         | 1790-1794                       | 1790-1794                     |
| Lherm                               | Lherm                                                     | fusion                                                         | 1790-1794                       | 1790-1794                     |
| Lherm                               | Vaysse                                                    | fusion                                                         | 1790-1794                       | 1790-1794                     |
| Lissac                              | Lissac                                                    | fusion                                                         | 1790-1794                       | 1790-1794                     |
| Lissac                              | Saint-Denis (canton de Figeac)                            | fusion                                                         | 1790-1794                       | 1790-1794                     |
| Luzech                              | Luzech                                                    | fusion                                                         | 1790-1794                       | 1790-1794                     |
| Luzech                              | Camy (canton de Luzech)                                   | fusion                                                         | 1790-1794                       | 1790-1794                     |
| Mauroux                             | Mauroux                                                   | fusion                                                         | 1790-1794                       | 1790-1794                     |
| Mauroux                             | Cabanac                                                   | fusion                                                         | 1790-1794                       | 1790-1794                     |
| Mayrinhac-Lentour                   | Mayrinhac                                                 | fusion                                                         | 1790-1794                       | 1790-1794                     |
| Mayrinhac-Lentour                   | Lentour                                                   | fusion                                                         | 1790-1794                       | 1790-1794                     |
| Montredon                           | Montredon                                                 | fusion                                                         | 1790-1794                       | 1790-1794                     |
| Montredon                           | Postans                                                   | fusion                                                         | 1790-1794                       | 1790-1794                     |
| Prudhomat                           | Prudhomat                                                 | fusion                                                         | 1790-1794                       | 1790-1794                     |
| Prudhomat                           | Pauliac                                                   | fusion                                                         | 1790-1794                       | 1790-1794                     |
| Puy-l'Évêque                        | Puy-l'Évêque                                              | fusion                                                         | 1790-1794                       | 1790-1794                     |
| Puy-l'Évêque                        | Cazes                                                     | fusion                                                         | 1790-1794                       | 1790-1794                     |
| Saint-Cirq-Lapopie                  | Saint-Cirq-Lapopie                                        | fusion                                                         | 1790-1794                       | 1790-1794                     |
| Saint-Cirq-Lapopie                  | Montagnac                                                 | fusion                                                         | 1790-1794                       | 1790-1794                     |
| Saint-Matré                         | Saint-Matré                                               | fusion                                                         | 1790-1794                       | 1790-1794                     |
| Saint-Matré                         | Coulourgues                                               | fusion                                                         | 1790-1794                       | 1790-1794                     |
| Senaillac (canton de Lauzès)        | Senaillac                                                 | fusion                                                         | 1790-1794                       | 1790-1794                     |
| Senaillac (canton de Lauzès)        | Doumenac                                                  | fusion                                                         | 1790-1794                       | 1790-1794                     |
| Soulomès                            | Soulomès                                                  | fusion                                                         | 1790-1794                       | 1790-1794                     |
| Soulomès                            | Nougairols                                                | fusion                                                         | 1790-1794                       | 1790-1794                     |
| Valprionde                          | Valprionde                                                | fusion                                                         | 1790-1794                       | 1790-1794                     |
| Valprionde                          | Saint-Aignan                                              | fusion                                                         | 1790-1794                       | 1790-1794                     |
| Vers                                | Vers                                                      | fusion                                                         | 1790-1794                       | 1790-1794                     |
| Vers                                | Velles                                                    | fusion                                                         | 1790-1794                       | 1790-1794                     |

## Créations et rétablissements
| Nom de la commune créée   | Commune affectée                     | Mode de création                            | Date (et nature) de la décision | Date d'effet                 |
| ------------------------- | ------------------------------------ | ------------------------------------------- | ------------------------------- | ---------------------------- |
| Saint-Pierre-Lafeuille    | Maxou                                | Rétablissement                              | 9 novembre 1950 (Arrêté)        | 3 janvier 1951               |
| Saint-Jean-Lagineste      | Saint-Céré                           | Démembrement                                | 12 mai 1948 (Arrêté)            | 17 juin 1948                 |
| Saint-Jean-Lagineste      | Saint-Jean-Lespinasse                | Démembrement                                | 12 mai 1948 (Arrêté)            | 17 juin 1948                 |
| Saint-Jean-Lagineste      | Saint-Médard-de-Presque              | Démembrement                                | 12 mai 1948 (Arrêté)            | 17 juin 1948                 |
| Saint-Jean-Lagineste      | Saint-Vincent-du-Pendit              | Démembrement                                | 12 mai 1948 (Arrêté)            | 17 juin 1948                 |
| Bessonies                 | Saint-Hilaire-Bessonies              | Démembrement et suppression                 | 9 septembre 1947 (Arrêté)       | 23 octobre 1947              |
| Saint-Hilaire             | Saint-Hilaire-Bessonies              | Démembrement et suppression                 | 9 septembre 1947 (Arrêté)       | 23 octobre 1947              |
| Mayrac                    | Saint-Sozy                           | Rétablissement                              | 22 mai 1946 (Arrêté)            | 1er juin 1946                |
| Saint-Jean-Mirabel        | Saint-Félix                          | Démembrement                                | 27 janvier 1939 (Loi)           | 27 janvier 1939 (Loi)        |
| Séniergues                | Montfaucon                           | Démembrement                                | 8 avril 1935 (Loi)              | 8 avril 1935 (Loi)           |
| Fontanes                  | Fontanes-Lunegarde                   | Démembrement et suppression                 | 14 mars 1928 (Loi)              | 14 mars 1928 (Loi)           |
| Lunegarde                 | Fontanes-Lunegarde                   | Démembrement et suppression                 | 14 mars 1928 (Loi)              | 14 mars 1928 (Loi)           |
| Nadaillac-de-Rouge        | Le Roc                               | Démembrement                                | 14 mars 1928 (Loi)              | 14 mars 1928 (Loi)           |
| Laval-de-Cère             | Cahus                                | Démembrement                                | 2 janvier 1928 (Loi)            | 2 janvier 1928 (Loi)         |
| Laval-de-Cère             | Gagnac                               | Démembrement                                | 2 janvier 1928 (Loi)            | 2 janvier 1928 (Loi)         |
| Ladirat                   | Terrou                               | Démembrement                                | 17 mars 1925 (Loi)              | 17 mars 1925 (Loi)           |
| Les Quatre-Routes         | Cazillac                             | Démembrement                                | 2 avril 1912 (Loi)              | 2 avril 1912 (Loi)           |
| Les Quatre-Routes         | Condat                               | Démembrement                                | 2 avril 1912 (Loi)              | 2 avril 1912 (Loi)           |
| Les Quatre-Routes         | Cavagnac                             | Démembrement                                | 2 avril 1912 (Loi)              | 2 avril 1912 (Loi)           |
| Les Quatre-Routes         | Strenquels                           | Démembrement                                | 2 avril 1912 (Loi)              | 2 avril 1912 (Loi)           |
| Tour-de-Faure             | Saint-Cirq-Lapopie                   | Démembrement                                | 17 juin 1902 (Loi)              | 17 juin 1902 (Loi)           |
| Estal                     | Cornac                               | Démembrement                                | 7 avril 1902 (Loi)              | 7 avril 1902 (Loi)           |
| Estal                     | Gagnac                               | Démembrement                                | 7 avril 1902 (Loi)              | 7 avril 1902 (Loi)           |
| Saint-Martin-le-Redon     | Duravel                              | Rétablissement                              | 9 juin 1893 (Loi)               | 9 juin 1893 (Loi)            |
| Rignac (canton de Gramat) | Gramat                               | Démembrement                                | 16 avril 1892 (Loi)             | 16 avril 1892 (Loi)          |
| Lacam-d'Ourcet            | Lentillac (canton de Saint-Céré)     | Démembrement                                | 21 juillet 1891 (Loi)           | 21 juillet 1891 (Loi)        |
| Saint-Paul-de-Vern        | Saint-Céré                           | Démembrement                                | 30 avril 1886 (Loi)             | 30 avril 1886 (Loi)          |
| Lamagdelaine              | Laroque-des-Arcs                     | Démembrement                                | 24 décembre 1875 (Loi)          | 24 décembre 1875 (Loi)       |
| Rouffilhac                | Nozac                                | Rétablissement                              | 10 décembre 1875 (Décret)       | 10 décembre 1875 (Décret)    |
| Saint-Cirq-Madelon        | Milhac                               | Rétablissement                              | 22 juin 1872 (Décret)           | 22 juin 1872 (Décret)        |
| Espeyroux                 | Anglars                              | Démembrement                                | 12 mai 1869 (Décret)            | 12 mai 1869 (Décret)         |
| Espeyroux                 | Molières                             | Démembrement                                | 12 mai 1869 (Décret)            | 12 mai 1869 (Décret)         |
| Espeyroux                 | Saint-Maurice                        | Démembrement                                | 12 mai 1869 (Décret)            | 12 mai 1869 (Décret)         |
| Cassagnes                 | Pomarède                             | Rétablissement                              | 21 novembre 1867 (Arrêté)       | 21 novembre 1867 (Arrêté)    |
| Saint-Sauveur-la-Vallée   | Soulomès                             | Rétablissement                              | 31 mai 1865 (Loi)               | 31 mai 1865 (Loi)            |
| Fontanes-Lunegarde        | Le Bastit                            | Rétablissement                              | 4 mars 1863 (Loi)               | 4 mars 1863 (Loi)            |
| Nadillac                  | Cras                                 | Rétablissement                              | 17 janvier 1863 (Décret)        | 17 janvier 1863 (Décret)     |
| Anglars-Juillac           | Albas                                | Rétablissement                              | 4 juin 1853 (Loi)               | 4 juin 1853 (Loi)            |
| Anglars-Juillac           | Bélaye                               | Rétablissement                              | 4 juin 1853 (Loi)               | 4 juin 1853 (Loi)            |
| Valroufié                 | Laroque-des-Arcs                     | Rétablissement                              | 5 août 1851 (Loi)               | 5 août 1851 (Loi)            |
| Montamel                  | Ussel                                | Rétablissement                              | 23 mai 1851 (Loi)               | 23 mai 1851 (Loi)            |
| Saint-Caprais             | Frayssinet-le-Gélat                  | Rétablissement                              | 1er mars 1850 (Loi)             | 1er mars 1850 (Loi)          |
| Lagardelle                | Pescadoires-Lagardelle               | Rétablissement et suppression               | 17 avril 1847 (Ordonnance)      | 17 avril 1847 (Ordonnance)   |
| Pescadoires               | Pescadoires-Lagardelle               | Rétablissement et suppression               | 17 avril 1847 (Ordonnance)      | 17 avril 1847 (Ordonnance)   |
| Lamativie                 | Comiac                               | Démembrement                                | 4 juin 1845 (Loi)               | 4 juin 1845 (Loi)            |
| Meyronne                  | Saint-Sozy                           | Rétablissement                              | 16 mai 1845 (Ordonnance)        | 16 mai 1845 (Ordonnance)     |
| Bannes                    | Saint-Vincent (canton de Saint-Céré) | Rétablissement                              | 25 juin 1843 (Ordonnance)       | 25 juin 1843 (Ordonnance)    |
| Fajoles                   | Masclat                              | Rétablissement                              | 25 juin 1841 (Loi)              | 25 juin 1841 (Loi)           |
| Baladou                   | Creysse                              | Rétablissement                              | 14 juin 1841 (Ordonnance)       | 14 juin 1841 (Ordonnance)    |
| Condat                    | Saint-Michel-de-Bannières            | Démembrement                                | 14 juin 1841 (Ordonnance)       | 14 juin 1841 (Ordonnance)    |
| Vire                      | Touzac                               | Rétablissement                              | 21 février 1841 (Ordonnance)    | 21 février 1841 (Ordonnance) |
| Montcabrier               | Duravel                              | Rétablissement                              | 22 mai 1840 (Loi)               | 22 mai 1840 (Loi)            |
| Loupiac                   | Payrac                               | Rétablissement                              | 5 août 1839 (Ordonnance)        | 5 août 1839 (Ordonnance)     |
| Beaumat                   | Vaillac                              | Rétablissement                              | 25 juillet 1839 (Loi)           | 25 juillet 1839 (Loi)        |
| Lavergne                  | Thégra                               | Rétablissement                              | 4 mars 1836 (Ordonnance)        | 4 mars 1836 (Ordonnance)     |
| Thédirac                  | Montgesty                            | Rétablissement                              | 26 février 1835 (Ordonnance)    | 26 février 1835 (Ordonnance) |
| Padirac                   | Miers                                | Rétablissement                              | 13 avril 1828 (Ordonnance)      | 13 avril 1828 (Ordonnance)   |
| Uzech                     | Gigouzac                             | Rétablissement et suppression de Dégagnazès | 20 juin 1821 (Ordonnance)       | 20 juin 1821 (Ordonnance)    |
| Uzech                     | Peyrilles                            | Rétablissement et suppression de Dégagnazès | 20 juin 1821 (Ordonnance)       | 20 juin 1821 (Ordonnance)    |
| Uzech                     | Saint-Denis-Catus                    | Rétablissement et suppression de Dégagnazès | 20 juin 1821 (Ordonnance)       | 20 juin 1821 (Ordonnance)    |
| Uzech                     | Dégagnazès                           | Rétablissement et suppression de Dégagnazès | 20 juin 1821 (Ordonnance)       | 20 juin 1821 (Ordonnance)    |
| Soturac                   | Duravel                              | Démembrement                                | 1801                            | 1801                         |
| Valeyrac                  | Sarrazac                             | Démembrement                                | Entre 1795 et 1800              | Entre 1795 et 1800           |
| Laroque-des-Arcs          | Cahors                               | Démembrement                                | 1794                            | 1794                         |

## Modifications de nom officiel
| Ancien nom                          | Nouveau nom              | Date (et nature) de la décision                    |
| ----------------------------------- | ------------------------ | -------------------------------------------------- |
| Le Vigan                            | Le Vigan-en-Quercy       | 8 août 2024 (Décret)                               |
| Quissac                             | Quissac-en-Quercy        | 22 décembre 2023 (Décret)                          |
| Castelnau-Montratier-Sainte-Alauzie | Castelnau-Montratier     | 18 octobre 2023 (Décret)                           |
| Lentillac-Lauzès                    | Lentillac-du-Causse      | 22 décembre 1997 (Décret)                          |
| Les Quatre-Routes                   | Les Quatre-Routes-du-Lot | 6 novembre 1995 (Décret)                           |
| Bagat                               | Bagat-en-Quercy          | 19 septembre 1975 (Décret)                         |
| Vire                                | Vire-sur-Lot             | 26 mai 1972 (Décret)                               |
| Limogne                             | Limogne-en-Quercy        | 21 mai 1970 (Décret)                               |
| Saint-Germain                       | Saint-Germain-du-Bel-Air | 8 octobre 1958 (Décret)                            |
| Gagnac                              | Gagnac-sur-Cère          | 8 janvier 1958 (Décret)                            |
| Marcilhac                           | Marcilhac-sur-Célé       | 27 avril 1956 (Décret)                             |
| Bagnac                              | Bagnac-sur-Célé          | 29 février 1956 (Décret)                           |
| Sabadel                             | Sabadel-Latronquière     | 28 juillet 1955 (Décret)                           |
| Senaillac                           | Sénaillac-Latronquière   | 9 avril 1955 (Décret)                              |
| Senaillac                           | Sénaillac-Lauzès         | 1er octobre 1953 (Délibération du Conseil général) |
| Caniac                              | Caniac-du-Causse         | 13 décembre 1949 (Décret)                          |
| Saint-Paul-Labouffie                | Saint-Paul-de-Loubressac | 13 août 1943 (Décret)                              |
| Saint-Maurice                       | Saint-Maurice-en-Quercy  | 16 décembre 1937 (Décret)                          |
| Biars                               | Biars-sur-Cère           | 29 mars 1934 (Décret)                              |
| Sauliac                             | Sauliac-sur-Célé         | 27 janvier 1934 (Décret)                           |
| Fontanes                            | Fontanes-du-Causse       | 22 novembre 1933 (Décret)                          |
| Belfort                             | Belfort-du-Quercy        | 2 mars 1929 (Décret)                               |
| Craissac                            | Crayssac                 | 17 juillet 1926 (Décret)                           |
| Flaujac-Lalbenque                   | Flaujac-Poujols          | 4 janvier 1924 (Décret)                            |
| Lentillac                           | Lentillac-Saint-Blaise   | 28 janvier 1919 (Décret)                           |
| Belmont                             | Belmont-Bretenoux        | 25 décembre 1918 (Décret)                          |
| Belmont                             | Belmont-Sainte-Foi       | 25 décembre 1918 (Décret)                          |
| Flaujac                             | Flaujac-Gare             | 25 décembre 1918 (Décret)                          |
| Flaujac                             | Flaujac-Lalbenque        | 25 décembre 1918 (Décret)                          |
| Lentillac                           | Lentillac-Lauzès         | 25 décembre 1918 (Décret)                          |
| Sabadel                             | Sabadel-Lauzès           | 25 décembre 1918 (Décret)                          |
| Saint-Laurent                       | Saint-Laurent-Lolmie     | 25 décembre 1918 (Décret)                          |
| Saint-Vincent                       | Saint-Vincent-du-Pendit  | 25 décembre 1918 (Décret)                          |
| Souillaguet                         | Saint-Cirq-Souillaguet   | 25 juin 1915 (Décret)                              |
| Nozac                               | Anglars-Nozac            | 19 janvier 1903 (Décret)                           |
| Saint-Vincent                       | Saint-Vincent-Rive-d'Olt | 8 août 1901 (Décret)                               |
| Lentillac                           | Latouille-Lentillac      | 21 avril 1893 (Décret)                             |
| Saint-Denis                         | Saint-Denis-Catus        | 21 juillet 1890 (Décret)                           |
| Saint-Denis                         | Saint-Denis-lès-Martel   | 19 juillet 1890 (Décret)                           |
| Espagnac                            | Espagnac-Sainte-Eulalie  | 8 décembre 1887 (Décret)                           |
| Rouffiac                            | Carnac-Rouffiac          | 25 mars 1878 (Décret)                              |
| Lachapelle-Banhac                   | Bagnac                   | 28 décembre 1867 (Décret)                          |
| Rassiels                            | Trespoux-Rassiels        | 6 décembre 1863 (Décret)                           |
| Labastide-Fortunière                | Labastide-Murat          | 15 avril 1852 (Décret)                             |
| Saint-Laurent                       | Saint-Laurent-les-Tours  | 8 mars 1846 (Ordonnance)                           |
| Béars-et-Bouziès                    | Bouziès                  | 1821                                               |

## Modifications de limites communales
Le plus souvent, les modifications des limites communales décidées par arrêtés préfectoraux ne sont pas répertoriées dans le Journal officiel ni dans le Bulletin officiel.
| La commune de ...                                               | ... cède du territoire à la commune de ...                      | précisions                                                                         | Date (et nature) de la décision                  |
| --------------------------------------------------------------- | --------------------------------------------------------------- | ---------------------------------------------------------------------------------- | ------------------------------------------------ |
| Espeyroux                                                       | Molières                                                        | 1 habitant                                                                         | 23 septembre 1997 (Arrêté)                       |
| Lacave                                                          | Calès                                                           | Hameau de Terral 8 habitants Superficie de 132 ha 44 a 35 ca                       | 25 mars 1970 (Décret)                            |
| Aynac                                                           | Saint-Jean-Lagineste                                            | Hameaux de la Roume et Pech-d'Ouyne 16 habitants                                   | 26 juillet 1962 (Décret)                         |
| Luzech                                                          | Crayssac                                                        | Hameau du Bosc 3 habitants Superficie de 117 ha 79 a 90 ca                         | 9 juillet 1962 (Décret)                          |
| Laroque-des-Arcs                                                | Valroufié                                                       |                                                                                    | 9 mai 1960 (Arrêté)                              |
| Le Bastit                                                       | Fontanes-du-Causse                                              | Hameau de Combescure                                                               | 6 juillet 1951 (Décret)                          |
| Loubressac                                                      | Padirac                                                         | Hameaux du Ratier, le Teulier, la Maresque et Sayssac                              | 28 octobre 1950 (Décret)                         |
| Cornac                                                          | Teyssieu                                                        | Hameaux de Mourèze, Bézet et les fermes avoisinantes                               | 17 novembre 1931 (Décret)                        |
| Pinsac                                                          | Lacave                                                          | Hameau de Mayraguet                                                                | 6 octobre 1879 (Arrêté)                          |
| Frayssinet                                                      | Montamel                                                        | Hameaux de Bourdarie et Comportié                                                  | 1er juin 1870 (Décret)                           |
| Cieurac                                                         | Flaujac                                                         | Village de Lamongie                                                                | 15 avril 1865 (Loi)                              |
| Corn                                                            | Boussac                                                         |                                                                                    | 16 avril 1862 (Loi)                              |
| Béduer                                                          | Boussac                                                         |                                                                                    | 16 avril 1862 (Loi)                              |
| Les Junies                                                      | Lherm                                                           |                                                                                    | 9 mai 1860 (Loi)                                 |
| Pontcirq                                                        | Lherm                                                           |                                                                                    | 9 mai 1860 (Loi)                                 |
| Larroque-Toirac                                                 | Carayac                                                         | Villages de Cavarroc et Marens                                                     | 19 juin 1857 (Loi)                               |
| Aynac                                                           | Anglars                                                         | Village de Tourène                                                                 | 4 avril 1857 (Loi)                               |
| Sousceyrac                                                      | Lentillac (canton de Saint-Céré)                                | Section de Fournols                                                                | 26 avril 1856 (Loi)                              |
| Concots                                                         | Escamps                                                         | Section de Lavergne : (Hameaux du Mas d'Assoul, Mas de Lavergne et Pech de Cheval) | 9 juin 1853 (Loi)                                |
| Pescadoires                                                     | Lagardelle                                                      |                                                                                    | 12 février 1851 (Loi)                            |
| Aynac                                                           | Leyme                                                           | Village de Gamiat                                                                  | 2 août 1850 (Loi)                                |
| Cajarc                                                          | Saint-Chels                                                     | Villages de Forêts, Majoural, Ussac, Escure et Cessenac                            | 8 mars 1850 (Loi)                                |
| Pomarède                                                        | Puy-l'Evêque                                                    | Hameaux de Rigal, Laborde et les Vitarelles                                        | 25 janvier 1850 (Loi)                            |
| Bach                                                            | Varaire                                                         | Villages de Camy, Couanac et Pecholié                                              | 24 octobre 1849 (Loi)                            |
| Saint-Laurent Frayssinhes                                       | Frayssinhes Saint-Laurent                                       |                                                                                    | 8 mars 1846 (Ordonnance)                         |
| Montfermier (département de Tarn-et-Garonne)                    | Castelnau                                                       |                                                                                    | 22 juillet 1837 (Loi)                            |
| Castelnau                                                       | Sauveterre (département de Tarn-et-Garonne)                     | Enclave du Buhan                                                                   | 22 juillet 1837 (Loi)                            |
| Sauveterre (département de Tarn-et-Garonne)                     | Castelnau                                                       | Enclave de Sadoul                                                                  | 22 juillet 1837 (Loi)                            |
| Sainte-Juliette (département de Tarn-et-Garonne)                | Montlauzun                                                      | Enclave                                                                            | 22 juillet 1837 (Loi)                            |
| Martel                                                          | Cazillac                                                        | Village de Paunac                                                                  | 18 mars 1836 (Ordonnance)                        |
| Béars-et-Bouziès                                                | Arcambal                                                        | Village de Béars                                                                   | 1821                                             |
| Lalbenque                                                       | Belfort                                                         | Village de Loubéjac                                                                | 13 août 1809 (Décret)                            |
| La Brunie (Saint-Julien-de-Lampon / département de la Dordogne) | Masclas                                                         |                                                                                    | 25 avril 1805 (Décret) (5 floréal an 13)         |
| Masclas                                                         | La Brunie (Saint-Julien-de-Lampon / département de la Dordogne) |                                                                                    | 25 avril 1805 (Décret) (5 floréal an 13)         |
| La Ramière Fontainous-la-Gardelle (département de l'Aveyron)    | Fontainous-la-Gardelle (département de l'Aveyron) La Ramière    |                                                                                    | 1er décembre 1803 (Arrêté) (9 fructidor an 12)   |
| Capdenac                                                        | Saint-Julien-d'Empare (département de l'Aveyron)                | Limite fixée par la rivière du Lot depuis Bouillac jusqu'à Cajarc                  | 1er septembre 1803 (Arrêté) (14 fructidor an 11) |
| Montbrun                                                        | Saujac (département de l'Aveyron)                               | Limite fixée par la rivière du Lot depuis Bouillac jusqu'à Cajarc                  | 1er septembre 1803 (Arrêté) (14 fructidor an 11) |
| Espédaillac-Selles                                              | Durbans                                                         | Hameau du Cornouillé                                                               | Entre 1795 et 1801                               |
| Espédaillac-Selles                                              | Flaujac-Gare                                                    | Hameau de Selles                                                                   | Entre 1795 et 1801                               |